# Labe-Elbe
Der Raddampfer Labe-Elbe wurde ab 1941 in der Schiffswerft Praga in Prag-Libeň gebaut. Das Schiff wurde unter dem Namen Moravia auf Kiel gelegt und 1949 mit dem Namen Labe (tschechisch für: Elbe) in Dienst gestellt. Im Jahr 2001 erfolgte die Umbenennung in Wappen von Minden, 2015 in Weserstolz und 2022 die Rückbenennung in Labe-Elbe.

## Geschichte
Nach der Eingliederung der Prager Dampfschiffahrtsgesellschaft (Pražská paroplavební společnost/PPS) in die neu gegründete Tschechoslowakische Schiffahrts-Aktiengesellschaft Elbe (Československou plavební akciovou společností labskou/ČPSL) zum 1. Januar 1937 entwarf das Management der Gesellschaft ein Projekt zum Bau von vier großen modernen Schaufelraddampfern. Die ČPSL hatte jedoch nicht das Geld für eine so große Investition. Man wandte sich deshalb an die Staatsverwaltung mit der Bitte zur Bereitstellung von den erforderlichen Krediten. Der Staat erklärte sich bereit, die Finanzierung von zwei großen Schiffen zu übernehmen und sie dann an die ČPSL zu vermieten. Zwei kleinere Schiffe sollte die Gesellschaft selbst finanzieren. 1938 erhielt sie dazu von der Zentralen Sozialversicherungsanstalt der Tschechoslowakei ein Darlehen in Höhe von 1,7 Mio. CSK. Vorbild für das Design der beiden Schiffe war die 1880 auf der Werft in Laubegast gebaute Hradčany (ursprünglich Kaiser Franz Josef). Im Gegensatz zu diesem Schiff erhielt die Labe aber keine doppelten Fenster. Nach der Fertigstellung des ersten Schiffes, der  Vltava, begann man 1941 mit dem Bau des zweiten Schiffes. Mit der Umstellung der Produktion von Maschinenbaufirma Českomoravská-Kolben-Daněk/ČKD im Laufe des Zweiten Weltkrieges auf Kriegsproduktion war der Bau der Dampfmaschine nicht möglich. Der Bau des Schiffes wurde deshalb gestoppt. Nach Kriegsende gab es dringendere Aufgaben für die Werft. Auch der Materialmangel behinderte den Weiterbau des Schiffes.
Am 22. Februar 1948 wurde die PPS verstaatlicht und 1950 im Handelsregister gelöscht. Am 1. Januar 1949 wurde die ČPSL in Tschechoslowakische Elbe-Schifffahrt (Československá plavba Labská/ČSPL) und am 1. Juli 1952 in Tschechoslowakische Elbe-Oder-Schifffahrt (Československá plavba labsko-oderská/ČSPLO) umbenannt.
Erst 1948 konnte das Schiff fertig gestellt werden. Im Frühjahr 1949 wurde es an die ČSPL übergeben. Aufgrund von Mängeln die die Werft beseitigen musste, kam das Schiff erst ab dem August 1949 zum Einsatz. Die Baukosten betrugen 8.235.000 CSK.
Das Schiff verfügte über einen kleinen Vorderdecksalon und ein überdachtes Achterdeck. Es war komfortabel ausgestattet und verfügte über zwei Salons unter Deck. Weiterhin gab es einen Speisesaal und eine Küche. In den Radkästen waren die Toiletten und die Kasse untergebracht.
Nach der Indienststellung als Glattdeckdampfer wurde es auf der Strecke Prag – Štěchovice eingesetzt.
Nach der Fertigstellung der Talsperre Slapy im Jahr 1954 wurden die Fahrten bis nach Třebenice am Fuß der Staumauer ausgedehnt.
In Sonderfahrten war das Schiff auch auf der Elbe und in der DDR unterwegs. So gab es vom 6. – 17. August 1969 eine Fahrt nach Magdeburg und zurück. Die 12-tägige Fahrt über 980 km verlief reibungslos.
1977 wurde das Schiff in der Werft von Smíchov generalüberholt. Das offene Hinterdeck wurde in einen geschlossenen Salon umgebaut. Im Gegensatz zu den anderen Schiffen wurde die Feuerung nicht auf Öl umgestellt. Es war damit das letzte kohlebefeuerte Schiff der Flotte.
Am 9. und 10. Mai 1986 war es auf einer Sonderfahrt für die Gäste der Luzerner „Dampferzeitung“ von Prag über Litoměřice nach Hřensko und zurück unterwegs.
Noch im selben Jahr musste das Schiff aufgrund eines Kesselschadens außer Betrieb genommen werden. Es wurde an der Eisenbahnbrücke bei Smíchov aufgelegt. 1988 wurde auch die Vyšehrad hier aufgelegt.
Nachdem die Außenwand durchgerostet war, sank die Labe am 17. August 1997.

## Die Zeit nach dem Verkauf
1998 wurde das Schiff gehoben und von der Mindener Entwicklungs- und Wirtschaftsförderungsgesellschaft mbH (MEW GmbH) erworben. In Minden wurde es im Zuge einer Arbeitsbeschaffungsmaßnahme von Fachkräften und Jugendlichen restauriert. Dabei wurde ein 2000 gebauter ölgefeuerter Dreizug-Einflammrohr-Schiffsdampfkessel eingebaut. Finanziert wurde das Projekt durch das Ministerium für Arbeit, Gesundheit und Soziales des Landes Nordrhein-Westfalen.

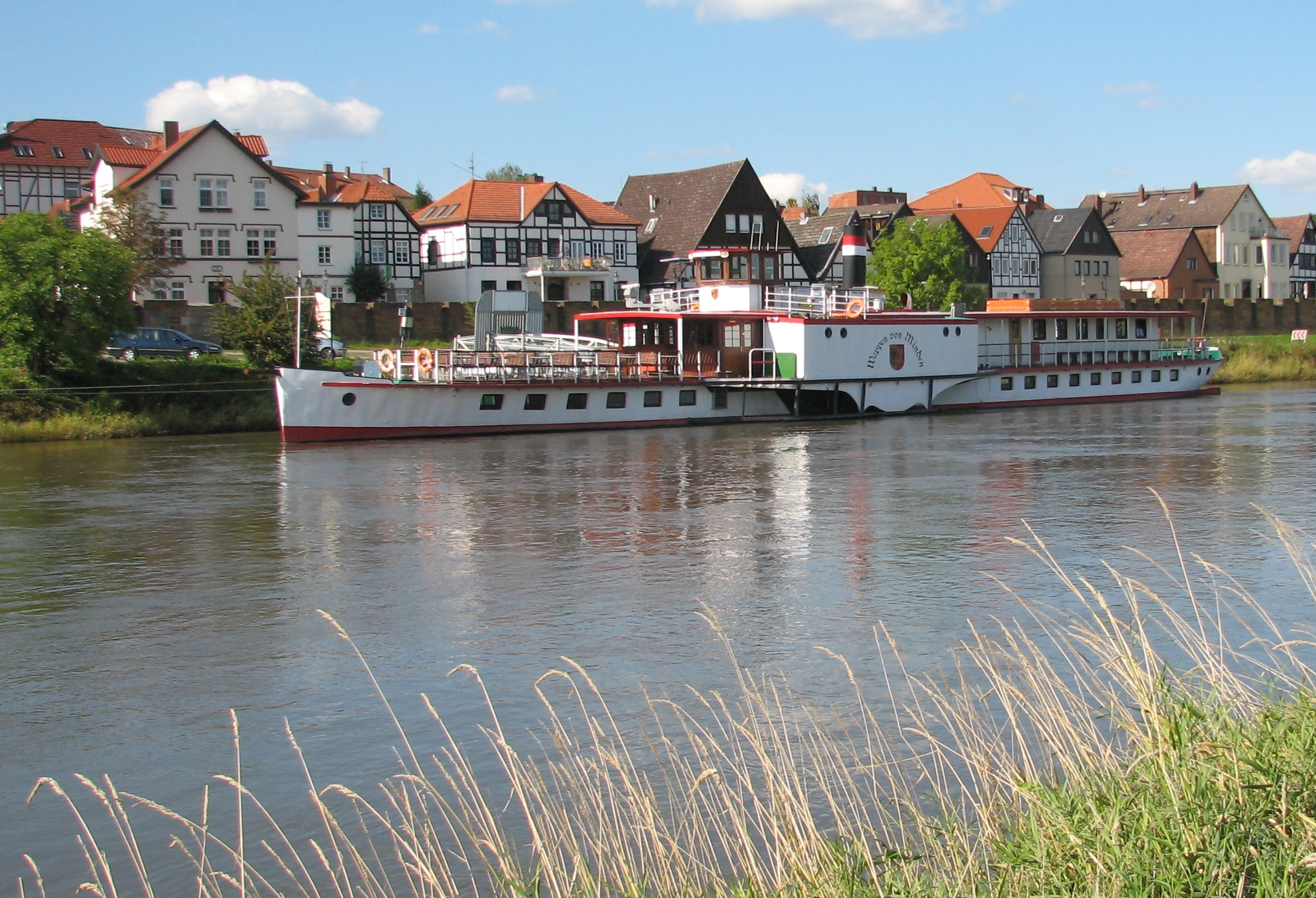
Die ehemalige Wappen von Minden im Jahre 2010 am damaligen Heimathafen vor der Schlagde in Minden

2001 wurde das Schiff unter dem Namen Wappen von Minden wieder in Dienst gestellt und von der Mindener Fahrgastschifffahrt GmbH & Co. KG betrieben. Eingesetzt wurde es auf der Weser und dem Mittellandkanal als Fahrgastschiff. Heimathafen war die Schlagde in Minden. Es wurden unter anderem Fahrten bis nach Hann. Münden und Bremen angeboten. Nach Jahren schlechter Konjunktur verlängerte die Reederei den Pachtvertrag Ende 2008 nicht mehr und gab das Schiff an den Eigentümer, die MEW (eine 100%ige Tochter der Stadt Minden) zurück. Von 2009 bis 2011 betrieb die MEW das Schiff selbst.
Zunehmend wurde es schwieriger, den Raddampfer wirtschaftlich zu betreiben. So lag er im Sommer 2011 häufig an der Anlegestelle vor Minden und wurde auch als Restaurantschiff eingesetzt. Ab dem 1. Januar 2012 wurde die Wappen von Minden an einen neuen Betreiber, die Reederei Flotte Weser, verpachtet.

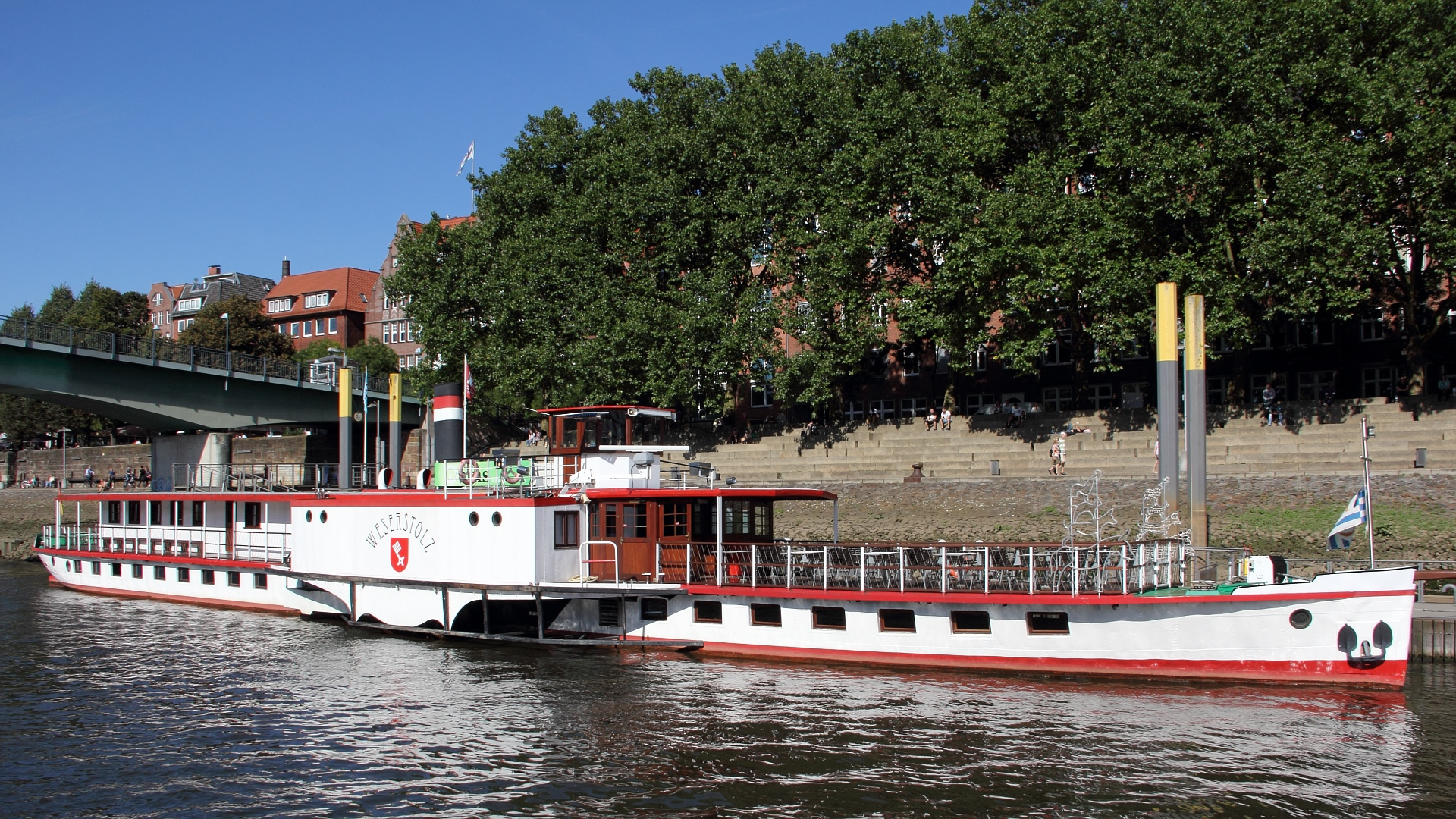
Das Schiff als Weserstolz 2016 an der Schlachte in Bremen.

Anfang 2015 wurde die Wappen von Minden von den Reedereien Flotte Weser und Hal Över aus Bremen als neuen Eigentümern gemeinsam erworben. Am 14. April 2015 wurde die Umbenennung des Schiffes in Weserstolz bekannt gegeben. Letztmalig trug es seinen alten Namen bei der Überführungsfahrt nach Bremen am 20. April 2015, ehe es drei Tage später umbenannt wurde. Das Schiff lag seitdem am Martinianleger an der Schlachte in Bremen, von wo es auch Ausflugsfahrten unternahm.
Die Weserstolz war der einzige auf der Weser betriebene Schaufelraddampfer. Seit Februar 2020 stand das Schiff bei der Reederei Flotte Weser zum Verkauf.
Jedoch fand sich zunächst kein neuer Käufer, und so wurde das Schiff erneut nach Minden überführt, um auf dem Trockendock im alten Mindener Weserhafen grundlegend aufgearbeitet zu werden. Seitdem lag der Raddampfer im Industriehafen in Minden und wartete weiter auf einen neuen Käufer.
Nachdem die Děčíner Reederei Labská plavební společnost s.r.o. (Elbe-Schifffahrtsgesellschaft GmbH) das Schiff erworben hatte, traf es am 2. Mai 2022 auf der Werft in Děčín-Křešice (Tetschen-Krischwitz) ein, um nach einer weiteren Überholung zu Ausflugsfahrten eingesetzt zu werden.
Das Schiff wurde mit dem neuen zweisprachigen Namen Labe-Elbe wieder zu Wasser gelassen; sein Liegeplatz befindet sich unterhalb des Schlosses Děčín (Tetschen).
Am 19. März 2023, zum Tag der Moldau, absolvierte das Schiff seine erste Fahrt in Prag. Am 15. April 2023 begann die Saison mit 6 Rundfahrten auf der Elbe in Děčín. Mehrmals monatlich werden grenzüberschreitende Kreuzfahrten angeboten, unter anderem nach Ústí nad Labem (Außig) und Roudnice nad Labem (Raudnitz).

## Die Dampfmaschine
Die Dampfmaschine ist eine schrägliegende Zweizylinder-Heißdampf-Verbund-Dampfmaschine mit Einspritzkondensation. Gebaut wurde sie, wie auch der Ein-Flammrohr-Zylinderkessel mit 15 bar Dampfdruck, von der Prager Maschinenbaufirma Českomoravská-Kolben-Daněk (ČKD). 2000 wurde die Dampfmaschine rekonstruiert und ein neuer Dampfkessel eingebaut. Die Feuerung wurde dabei auf eine automatische Ölfeuerung umgestellt. Die Dampfmaschine wirkt auf zwei seitliche Schaufelräder.